# Evangeliar aus Kleve
Das Evangeliar aus Kleve oder Evangeliar Kaiser Lothars ist eine karolingische Bilderhandschrift, die vor 852 für Kaiser Lothar I. entstand. Das Manuskript wird zusammen mit einer Handschrift in Padua (Kapitelbibliothek, D 47) und einer in London (British Library, Add. 37768) der Hofschule Kaiser Lothars zugewiesen, die in Aachen lokalisiert wird. Die drei Codices weisen stilistische Ähnlichkeiten auf, nehmen die Malweise der sogenannten „Palastschule Karls des Großen“ wieder auf und sind von der Reimser Schule beeinflusst.
Das Evangeliar umfasst 241 Pergamentblätter, sein Format beträgt 325 × 245 mm. Der Text ist vollständig in karolingischer Minuskel mit Goldtinte geschrieben.
Lothar schenkte die Handschrift dem Kloster Prüm. 1802 gelangte sie in die Bibliothèque nationale  in Paris und wurde 1819 nach Berlin zurückgegeben, wo sie sich heute in der Staatsbibliothek befindet (Ms. theol. Lat. folio 260). Bei den Rückgabeverhandlungen 1819 wurde sie fälschlicherweise mit einem vermissten Evangeliar aus Kleve identifiziert. Auf einen auf Blatt 1r eingeklebten Zettel von der Hand Jacob Grimms geht der Name „Evangeliar aus Kleve“ zurück. Die alternative Bezeichnung als „Evangeliar Kaiser Lothars“ kann zu Verwechslungen mit dem Lothar-Evangeliar führen.